# Antiphytum cruciatum
Antiphytum cruciatum är en strävbladig växtart som först beskrevs av Adelbert von Chamisso, och fick sitt nu gällande namn av Dc. Antiphytum cruciatum ingår i släktet Antiphytum och familjen strävbladiga växter. Inga underarter finns listade i Catalogue of Life.